# Ceratogymna
Genre
Le genre Ceratogymna comprend 2 espèces de Calaos, oiseaux de la famille des Bucerotidae, vivant en Afrique subsaharienne. Certains auteurs, y adjoignent 5 ou 6 espèces du genre Bycanistes Cabanis et Heine, 1860.

## Liste des espèces
D'après la classification de référence (version 5.1, 2015) du Congrès ornithologique international (ordre phylogénique) :
- Ceratogymna atrata – Calao à casque noir
- Ceratogymna elata – Calao à casque jaune